# Флигель-адъютант
Флигель-адъюта́нт (нем. Flügeladjutant) — свитское воинское звание.

## История
Изначально — адъютант в офицерском чине при императоре, фельдмаршале, генералиссимусе, его задачей была передача команд начальника на фланги. 
В Российской империи с конца XVIII века по 1917 год — младшее свитское звание, которое присваивалось штаб и обер-офицерам гвардии, армии и флота. Указом от 1797 года было установлено, что звание флигель-адъютанта могло сохраняться лишь за теми, чей чин был не выше 4-го класса. Флигель-адъютанты носили особый мундир с аксельбантом и эполетами.
С начала XIX века главным знаком принадлежности к Свите стал вензель императора на эполетах или погонах свитского или армейского мундира.
Произведённые в генеральские чины теряли это звание, но могли получить звания Свиты Его Величества генерал-майора или контр-адмирала, а также более высокое звание — генерал-адъютанта. Пожалование свитских званий производилось «по непосредственному Государя Императора усмотрению».
Звание флигель-адъютанта существовало также в Германии, Великобритании, Болгарии и других странах.

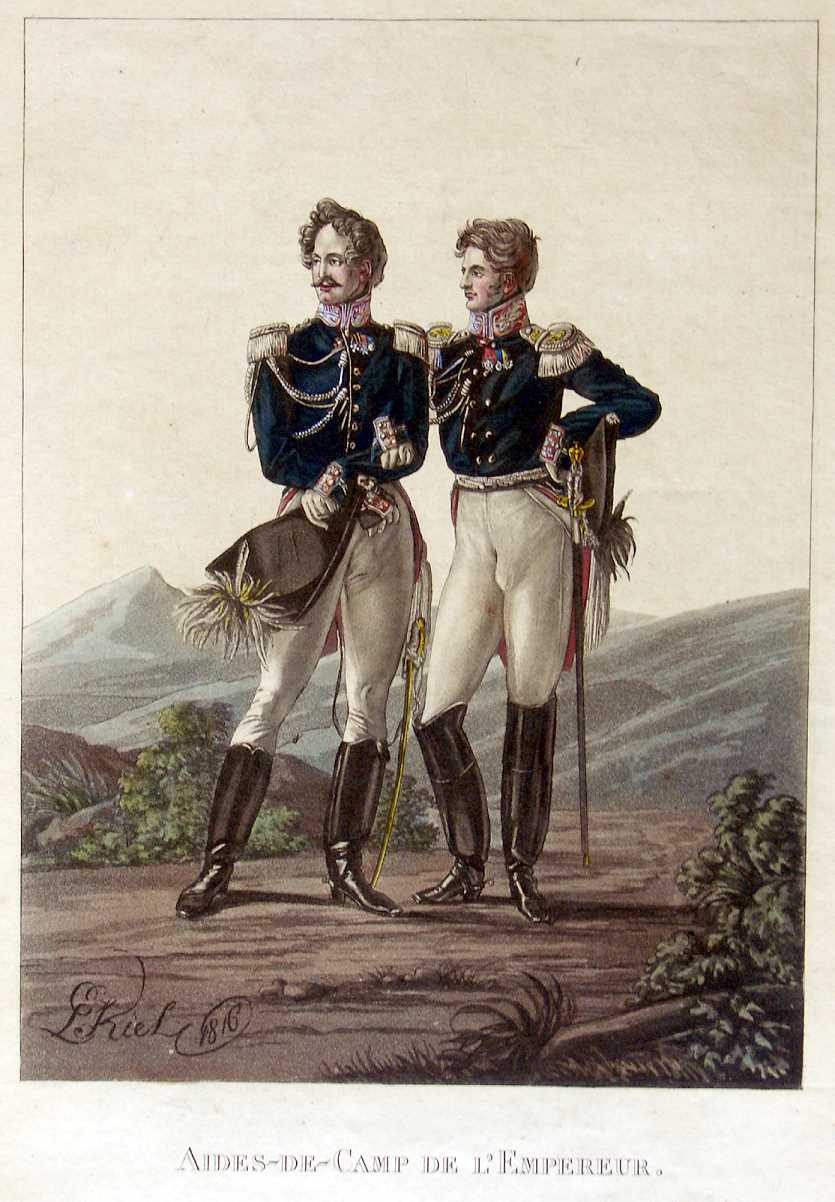
Лев Киль, Флигель-адъютанты лёгкой и тяжёлой кавалерии русских войск эпохи наполеоновских войн.
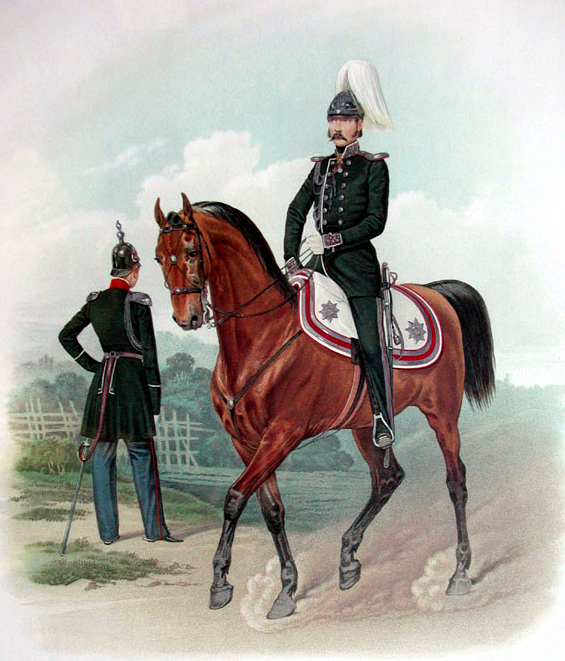
Пиратский К. К. Флигель-адъютанты Его Императорского Величества. 1855 год.[6].